# Џими Вејлс
Џими Донал Вејлс (енгл. Jimmy Donal Wales; Хантсвил, 7. август 1966) амерички је предузетник, саоснивач и председник Задужбине Викимедије, непрофитне корпорације која руководи Википедијом и неколицином других вики пројеката. Вејлс је такође оснивач комерцијалне компаније Викије (енгл. Wikia, раније енгл. Wikicities), која није повезана са Викимедијом.
Рођен је у Хантсвилу (Алабама), где је похађао гимназију „Рандолф”, припремну школу за универзитет, након чега је уписао факултет и стекао диплому у области финансија. Док је био на постдипломским студијама, предавао је на два универзитета, али их је напустио пре завршетка доктората, јер је нашао посао у области финансија; касније је радио као директор истраживања једне фирме из Чикага. Године 1996, Вејлс је основао „Бомис”, портал на коме се налазио садржај за одрасле. Касније, ова компанија је обезбедила почетно финансирање слободне енциклопедије Нупедије (2000—2003) и њене наследнице, Википедије.
Дана 15. јануара 2001. године, са Ларијем Сангером и другим колегама, Вејлс је основао Википедију, слободну енциклопедију отвореног садржаја која је брзо постала популарна, а како је Википедијин јавни профил порастао, Вејлс је постао промотер и портпарол пројекта. Иако се често наводи као саоснивач Википедије, сам Вејлс је то оспорио, проглашавајући себе јединим оснивачем. Вејлс ради у Одбору повереника Задужбине Викимедије, непрофитне хуманитарне организације која је помогла успостављању рада Википедије. Године 2004, био је саоснивач Викије, комерцијалног вики хостинг сервиса. Због његове улоге у стварању Википедије, која је постала највећа енциклопедија на свету, часопис Тајм га је 2006. године сврстао на листу „100 најутицајнијих људи на свету”.

## Биографија

### Детињство, младост и образовање
Вејлс је рођен у Хантсвилу, у америчкој држави Алабами. Његов отац, Џими, био је руководилац продавнице, док су Вејлсова мајка Дорис и баба Ирма водиле малу приватну школу, традиционалну једнособну школску установу, где је и Вејлс стекао своје прво образовање. Чланак магазина Тајм од маја 2005. године нетачно је известио да се Вејлс образовао код куће. Строго говорећи, то није тачно, али Вејлс јесте назначио да је његово образовање било „у неку руку слично томе”, пошто су његова мајка и баба биле његови главни наставници. Ученици су имали велику слободу да уче шта су хтели; школска филозофија образовања је приметно била под утицајем Монтесори метода, метода образовања који је развила италијанска просветитељка Марија Монтесори. Такође, Вејлс је провео много времена читајући Енциклопедију Британику.
Завршивши осми разред, Вејлс је отишао у гимназију „Рандолф”, припремну школу за универзитет, која је у образовни процес међу првима укључила компјутерске лабораторије и другу технологију, а коју је завршио са шеснаест година. Ова школа је била скупа за Вејлсову породицу, али он каже да је образовање за његову породицу било прилично важно, те да се „образовању увек приступало страствено у његовој кући, тј. веома традиционално се прилазило к знању и учењу и успостављању тога као основе будућег живота”.
Постигао је преддипломски степен на Универзитету Оберн и Државном универзитету Алабаме. Касније је похађао докторске студије финансијских програма понуђене на универзитетима држава Алабаме и Индијане. Предавао је на оба та универзитета током постдипломских студија, али није одбранио докторску дисертацију потребну за наставак рада на овим институцијама, те је почео да ради као брокер у Чикагу и за неколико година зарадио довољно да „сам прехрањује себе и своју жену до краја њихових живота”.

## Каријера

### „Чикаго опшонс асошијејтс” и „Бомис”
Вејлс се 1994. године запослио у компанији „Чикаго опшонс асошијејтс”, која се бави терминским и опцијским трговањем. Изјавио је да је још од своје младости зависник од интернета, те да је током слободног времена писао компјутерске кодове. Инспирисан невероватном иницијалном јавном понудом компаније Нетскејп из 1995. године, одлучио је да напусти област финансијског трговања и постао је интернет предузетник.
Године 1996, Вејлс је основао портал за претраживање по имену „Бомис”, који је такође продавао порнографске фотографије до средине 2005. године. Због своје пређашње ситуације са „Бомисом”, Вејлса су у септембру 2005. питали у интервјуу за часопис C-SPAN о његовој умешаности у оно што је интервјуиста, Брајан Лам, назвао „прљавим сликама”. Као одговор, Вејлс је описао „Бомис” као „мушко-оријентисани строј за претраживање”. У интервјуу за магазин Вајерд, такође је објаснио да не подржава карактеризовање садржаја „Бомиса” као „блажу порнографију”: „Ако су филмови са степеном R порнографски, онда је и „Бомис” порнографски. Другим речима, не, није.” Вејлс више није активно укључен у ту компанију, која се показала као неуспешна.

### Нупедија и почеци Википедије
Иако се „Бомис” борио да опстане и буде профитабилан, финансирањем је омогућио Вејлсу да оствари највећи сан — стварање онлајн енциклопедије. Док је радио као модератор интернет дискусионе групе посвећене филозофији објективизма у раним деведесетим годинама 20. века, Вејлс је упознао Ларија Сангера, заговорника ове филозофије. Њих двојица су детаљно расправљали о датој теми, након чега су одлучили да наставе расправу приватно и постали су пријатељи. Годинама касније, пошто је одлучио да покрене интернет енциклопедију, Вејлсу је био потребан акредитовани академик да буде уредник исте; одабрао је Сангера — који је у то време био на докторским студијама из филозофије на Универзитету државе Охајо — након чега је марта 2000. године почео пројекат проверљиве енциклопедије слободног садржаја, Нупедије. Циљ Нупедије је био да има што више чланака о различитим темама, као и рекламирање у циљу стварања профита. Оквири Нупедије били су престроги; од уредника се тражило да имају докторат из подручја о коме пишу, те пре него што је чланак објављен јавности, пролазио је кроз неколико фаза провера и одобравања; тачније, постојао је процес проверавања ауторовог научног рада, истраживања или идеја проучавањем других стручњака у истоме подручју — тај процес осмишљен је како би чланци били квалитетни колико и чланци из професионалних енциклопедија.
| „                                                                          | Идеја је била да хиљаде добровољаца пишу текстове за интернет енциклопедију на свим језицима света. У почетку смо организовали рад на веома лош, структурисан, академски, старински начин. На тај начин начин нашим уредницима-добровољцима није било забавно да пишу чланке, јер смо имали пуно провера, а наш академски комитет је критиковао чланке и давао повратне информације о резултатима. Било је као предавање есеја у школи, али заправо веома застрашујуће. | ” |
| — Џими Вејлс у интервјуу за часопис Њу сајентист 31. јануара 2007. године. | |   |

У говору из октобра 2009. године, Вејлс је поменуо да је покушао да напише чланак на Нупедији о економисти и добитнику Нобелове награде — Роберту Мертону — али се превише плашио да преда свој први предлог чланка својим престижним професорима финансија, који су имали задатак да га прегледају и провере, иако је већ имао објављен рад о теорији математичког модела финансијског тржишта тог економисте и био упознат са предметом рада.
У јануару 2001. године, Сангеру је програмски ентузијаста Бен Ковиц представио концепт викија, након што му је Сангер објаснио да спор раст Нупедије јесте резултат њених престрогих критеријума. Ковиц је претпоставио да би усвајањем вики модела било омогућено уредницима да доприносе истовремено и постепено током времена, чиме би се отклонио Нупедијин главни камен спотицања. Сангеру се веома свидела ова идеја, а након што је је предложио Вејлсу, створили су први вики на Нупедији 10. јануара 2001. године. Вики је првобитно замишљен као заједнички пројекат за јавност, где би људи писали текстове које би потом стручни волонтери прегледали и објављивали. Међутим, већина Нупедијиних стручњака није желела да учествује у овом пројекту, плашећи се да би се мешањем аматерског садржаја са професионалним, истраженим и уређеним материјалом угрозио интегритет Нупедијиних информација и оштетио кредибилитет енциклопедије. Само пет дана након првог викија, на посебном интернет домену настала је Википедија, чији је назив осмислио управо Сангер.

### Википедија
Коришћење викија за стварање енциклопедијског садржаја први је предложио Лари Сангер дана 10. јануара 2001. Вејлс је поставио вики и са радом се отпочело 15. јануара 2001. године. Тад је Википедија била сајт заснован на викију, замишљен за сарадњу на првобитном енциклопедијском садржају пре него што се он пошаље на Нупедију на проверу. Википедијин екстремно брзи раст је убрзо од ње направио доминантни пројект и Нупедија је напуштена.
Вејлс се понекад у медијима приказује као искључиво једини „оснивач” Википедије; Сангер се жестоко успротивио овоме, сматрајући себе за оснивача заједно са Вејлсом и критикујући извештаје који су говорили другачије. Ипак, Сангер је такође изјавио да је „идеју о енциклопедији која би била слободан извор и на којој би се сарађивало и која би била слободна за доприносе обичних људи била је у потпуности Џимијева, а не његова, те да ју је у потпуности потпомогао ’Бомис’”.
Касније је Сангер напустио пројекат, остављајући одлуку о повлачењу на својој корисничкој страници на Википедији на енглеском језику. Од тад је критиковао Вејлсов приступ пројекту, описујући га као „по својој одлуци противника једне повлашћене групе људи” на свом пројекту.

#### Контроверзе
Вејлс је тврдио да је он једини оснивач Википедије, те је јавно оспорио Сангерово именовање као саоснивача. Сангера и Вејлса је Њујорк тајмс још у септембру 2001. године идентификовао као осниваче, као и на првој Википедијиној конференцији за новинаре у јануару 2002. године. У августу исте године, Вејлс је себе идентификовао као „саоснивача” Википедије. Након што је Вејлс оспорио Сангерово учешће у оснивању, Сангер је на свом интернет сајту саставио листу линкова који потврђују да су Вејлс и он заправо саоснивачи. На пример, Сангер и Вејлс су цитирани или описани у раним новинским цитатима и саопштењима као саоснивачи. Вејлс је у интервјуу за Бостон глоуб у фебруару 2006. године окарактерисао Сангерове тврдње као „бесмислене”, а у интервјуу из априла 2009. читаву расправу назвао „глупом”.
Крајем 2005. године појавила се контроверза о Вејлсу и чланку о њему на Википедији. Како је магазин Вајерд сазнао од намештеника Роџерса Каденхеда, Вејлс је потврдио да је под својим налогом уређивао сопствену биографију на Википедији, што је у супротности са политиком вики заједнице. Вејлсове измене тицале су се тога да ли бивши сарадник на пројекту Лари Сангер треба да се представи као један од оснивача Википедије. Кад су неки други корисници обрисали Вејлсове измене, он их је још двапут враћао. Променио је неке информације о почецима рада на Википедији и „Бомису”. Касније се у интервјуу извинио и додао да „људи не би требало то да раде, укључујући и њега, те да жели да то никад није урадио”.

#### Улога
Године 2004, у интервјуу за часопис Слешдот, Вејлс је изнео своју визију Википедије: „Замислите свет у коме свака особа на планети има слободан приступ свом људском знању. То је оно што ми радимо.” Иако је формално само члан Управног одбора и почасни председник Задужбине Викимедије, Вејлс је у оквиру заједнице Википедије окарактерисан као добронамерни диктатор, уставни монарх и духовни вођа. Такође, претходних година Вејлс је био и портпарол пројекта, а растом Википедије и њеног угледа расла је и Вејлсова популарност. Иако никада није путовао ван Северне Америке пре оснивања сајта, учешћем у раду Википедије постао је њено заштитно лице, те редовно обилази локалне Википедијине заједнице широм света.
Упркос учешћу у другим пројектима, Вејлс је демантовао да намерава да смањи своју улогу у Википедији, говорећи у интервјуу за Њујорк тајмс да је његов животни циљ „да створи и подели бесплатну енциклопедију највишег могућег квалитета сваком појединцу на планети на његовом језику”. У мају 2010. године, Би-Би-Си је известио да се Вејлс добровољно одрекао многих својих техничких повластица на Википедијином братском пројекту који служи као складиште за слике, звучне записе и друге мултимедијалне датотеке које су лиценциране под неком од слободних лиценци, Остави Викимедије. Наводно, учинио је то након што се заједница корисника са тог пројекта жалила како је самоиницијативно, недемократски брисао сексуално експлицитни садржај за који је веровао да „служи искључиво ласцивним интересима”.

### Задужбина Викимедије
Средином 2003, Вејлс је успоставио Задужбину Викимедију, непрофитабилну организацију за подршку Википедији и њеним млађим сестринским пројектима, са седиштем на Флориди. Сва права интелектуалне својине и домени који су се односили на Википедију премештени су на нову фондацију, чији је циљ да се успостави општа политика за енциклопедију и њене сестринске пројекте. Вејлс је био члан Одбора повереника Задужбине Викимедије откако је формирана и њен званични председник од 2003. до 2006. године. Од 2006. године Вејлс има звање почасног председника, као и епитет „оснивач заједнице”. Његов рад за Задужбину, укључујући и његове промотивне говоре на конференцијама везаним за технологију и образовање, био је неплаћен, то јест волонтерски. Вејлс се често шали да је донирање Википедије Задужбини била уједно „најглупља и најпаметнија” ствар коју је икад учинио. С једне стране, проценио је да је Википедија тада била вредна 3 милијарде долара, а са друге стране је уверен да без Задужбине њен успех није био могућ.
Вејлсова повезаност са Задужбином проузроковала је бројне контроверзе. У марту 2008, Вејлса је један од бивших запосленика оптужио да је злоупотребљавао средства Задужбине за рекреативне сврхе. Исти радник је такође изјавио да је Вејлсу одузета Викимедијина кредитна картица делом због његових лоших потрошачких навика, што је Вејлс касније демантовао. Тадашња председница Задужбине Флоранс Девуар и бивши извршни директор Задужбине Бред Патрик порекли су било какве Вејлсове злоупотребе Задужбине, рекавши да је Вејлс за ствари за које није имао рачуне платио из свог џепа. Касније у марту 2008, бивши информатичар Џеф Мерки тврдио је да му је Вејлс 2006. године понудио да ће у замену за значајну донацију Задужбини уклонити клеветнички текст из чланка, што је Вејлс демантовао као „бесмислицу”.

### Викија и каснији подухвати
Вејлс и његова тадашња колегиница и чланица Одбора повереника Задужбине Викимедије Анџела Бизли основали су 2004. године профитабилну организацију Викија — која је неповезана са Викимедијом, али одржава разне викије и функционише на сличном принципу. Други сервис који нуди Викија је „Викија Претрага”, претраживач отвореног изворног кода намењен да компарира претраживачу компаније „Гугл”, али од пројекта се одустало у марту 2009. године. Вејлс се повукао са места директора 5. јуна 2006. године, како би на његово место дошао „пословни анђео” — неформални индивидуални инвеститор који својим пословним искуством саветује младе компаније и предузетнике и помаже њиховом будућем расту — Гил Пенчина, бивши потпредседник и генерални менаџер компаније „Ибеј”. Три године касније, у септембру 2009. године, Пенчина је изјавио да је Викија постала профитабилна. Поред улоге у настанку Викије, Вејлс јавно заступа и агенцију „Хари Вокер”. Такође, Вејлс је учествовао у тестимонијалној кампањи швајцарског произвођача сатова „Морис Лакроа”.
Вејлс је проглашен за пријатеља Центра за интернет и друштво „Беркман” на Правном факултету Универзитета Харвард 2005. године. Касније исте године, 3. октобра, према изјави штампе, Вејлс се прикључио Савету директора „Соушалтекста”, провајдера вики технологије за бизнис.

## Политички и економски ставови
Вејлс је самодекларисани следбеник објективизма, филозофског система који је развила Ајн Ранд средином 20. века са акцентом на разум, индивидуализам и капитализам. Вејлс се први пут са овом филозофијом сусрео као студент док је читао једну од књига Ајн Ранд, а од 1992. године до 1996. године водио је електронску мејлинг листу под називом „Умерена дискусија о објективизму”.
Почетком 2006. године, појавила се вест да је Вејлс одбио да се повинује захтеву Народне Републике Кине да цензурише „политички осетљиве” чланке на Википедији, иако су друге велике интернет компаније попут Гугла, Јахуа и Мајкрософта већ одавно попустиле притисцима кинеске владе. Године 2010, Вејлс је критиковао међународну непрофитну медијску организацију Викиликс и главног уредника њеног сајта Џулијана Асанжа због његовог објављивања авганистанских ратних докумената, те изразио негодовање због коришћења префикса вики у називу сајта.
Што се економских ставова тиче, Вејлс је следбеник једног од представника такозване „Аустријске школе”, либералног економисте и политичког филозофа, добитника Нобелове награде за економију — Фридриха Хајека. Хајек је тврдио да су информације децентрализоване — сваки појединац зна само мали део онога што је уопштено познато — и као резултат тога, одлуке најбоље доносе они са уопштеним знањем.
Године 2011, у интервјуу за Индепендент, Вејлс је подржао покрете грађана „Окупирајте Волстрит” и „Окупирајте Лондон” речима како „човек не мора бити социјалиста да би могао каже да није у реду да се новац узима од свих и даје неколицини богатих људи, јер то није слободно предузетништво”.

## Приватни живот
Вејлс се оженио са Кејт Гарви у Лондону дана 6. октобра 2012. године. Кејт, Вејлсова трећа жена, бивша је секретарица Тонија Блера, коју је Вејлс упознао у Давосу (Швајцарска). Вејлс има две ћерке; једну са својом другом бившом супругом и једну са Кејт Гарви.
Са 20 година Вејлс се оженио са Пам, која је радила као сарадник у самопослузи у Алабами. Своју другу жену, Кристин Рохан, упознао је преко пријатеља у Чикагу, док је радила као трговац челика за компанију Мицубиши. Венчали су се у округу Монро на Флориди у марту 1997. године, а пре развода су добили ћерку. Године 1998, Вејлс се преселио у Сан Дијего, али због лошег стамбеног тржишта у том граду преселио се 2002. године у Сент Питерсбург на Флориди.
Вејлс је имао кратку везу са канадском конзервативном колумнисткињом Рејчел Марсден у 2008. години, која је почела након што је Марсденова контактирала Вејлса у вези њене биографије на Википедији. После оптужби да Вејлсова веза представља сукоб интереса, Вејлс је изјавио да је био у вези која је завршена, а тврдио је и да исто то није озваничио преко свог чланка на Википедији, што је Марсденова касније оповргнула.
Вејлс је атеиста. У интервјуу за један часопис, рекао је да је његова лична филозофија чврсто укорењена у разуму и да је потпуни неверник.

## Почасти, награде и функције
Вејлс је члан Центра за интернет и друштво „Беркман” на Правном факултету Универзитета Харвард, Саветодавног одбора Центра за колективну интелигенцију Масачусетског технолошког института, Управног одбора Кријејтив комонса, компаније „Соушалтекст”, вебсајта Hunch.com, као и бивши копредседник Светског економског форума о Блиском истоку 2008. године.
Вејлса је 2006. године часопис Тајм сврстао на листу „100 најутицајнијих људи на свету”, а магазин Форбс ставио на дванаесто место на листи „25 познатих личности са интернета”. Вејлс је добио признање Новог музеја савремене уметности за „велики допринос уметности и култури, као и активно замишљање боље будућности”, а на Светском економском форуму за 2007. годину проглашен је за једног од „младих светских лидера”. У априлу 2011. године, Вејлс је био у жирију Филмског фестивала Трајбека.
Добитник је више награда, међу којима се истичу награда Института „Готлиб Дутвајлер”, награда Фондације за електронске границе, Медијска награда „Монако”, годишња награда Фондације „Нокија”, награда за најбољи пословни процес часописа Економист, као и награда „Квадрига” друштва Веркштат Дојчланд за „мисију просветитељства”. Такође, Вејлс је добитник почасних диплома са Факултета Нокс, Факултета Амхерст, Универзитета Стивенсон, аргентинског Пословног универзитета 21. века, као и Московског државног института за радио-инжењеринг, електронику и аутоматизацију.